# Doctorat d'études supérieures européennes
 (janvier 2024).
Le Doctorat d'études supérieures européennes (DESE), est un doctorat de l'université de Bologne qui s'occupe des littératures de l'Europe unie ; le français est la langue véhiculaire du doctorat.
Le coordinateur du projet, Mme Anna Paola Soncini, est un professeur de littérature française du Département de langues et littératures étrangères modernes de l'université de Bologne.
Cette formation, née sous le patronage de la Commission européenne (programme Socrates) et du programme Curriculum Development Advanced (CDA), vise à permettre à l'étudiant d'élaborer, dans les meilleures conditions scientifiques, une thèse sur la littérature européenne dans le cadre d'une collaboration européenne entre les universités partenaires.

## Institutions partenaires
- Italie : Université de Bologne - Bologne
- France : Université de Haute-Alsace - Mulhouse
- France : Université Clermont-Ferrand-II - Clermont-Ferrand
- Belgique : Institut supérieur de traducteurs et interprètes - Bruxelles
- Pologne : Université Jagellonne - Cracovie
- Russie : Université d'État des sciences humaines de Russie - Moscou
- Russie : Plekhanov Graduate School - Moscou
- Grèce : Université Aristote de Thessalonique - Thessalonique
- Bulgarie : Université Saint-Clément d'Ohrid de Sofia - Sofia
- Espagne : Université de Valladolid - Valladolid
- Portugal : Université de Lisbonne - Lisbonne